# Phyllanthus elsiae
Phyllanthus elsiae är en emblikaväxtart som beskrevs av Ignatz Urban. Phyllanthus elsiae ingår i släktet Phyllanthus och familjen emblikaväxter. Inga underarter finns listade i Catalogue of Life.